# Seroczyn (powiat ostrołęcki)
Seroczyn – wieś sołecka w Polsce położona w województwie mazowieckim, w powiecie ostrołęckim, w gminie Czerwin.
Wierni Kościoła rzymskokatolickiego należą do parafii św. Anny w Jelonkach.

## Historia
W latach 1921–1939 wieś leżała w województwie białostockim, w powiecie ostrołęckim, w gminie Czerwin.
Według Powszechnego Spisu Ludności z 1921 roku wieś zamieszkiwały 223 osoby, 232 było wyznania rzymskokatolickiego, 1 prawosławnego. Jednocześnie 232 mieszkańców zadeklarowało polską przynależność narodową, a 1 rosyjską. Były tu 23 budynki mieszkalne. Miejscowość należała do parafii rzymskokatolickiej w m. Jelonki. Podlegała pod Sąd Grodzki w Ostrołęce i Okręgowy w Łomży; właściwy urząd pocztowy mieścił się w m. Czerwin.
W okresie międzywojennym, zgodnie z księgą adresową, majątek ziemski posiadali w Seroczynie Stanisław Modzelewski (40 ha) oraz na Wólce Seroczyńskiej Franciszek Opęchowski (54 ha). Właścicielem majątku wielkości około 50 ha (ponad 90 mórg) położonego w Seroczynie i Sokołowie był także Józef Mieczkowski.
W wyniku agresji niemieckiej we wrześniu 1939 wieś znalazła się pod okupacją niemiecką. Od 1939 do wyzwolenia w 1945 włączona w skład Generalnego Gubernatorstwa.
W latach 1975–1998 miejscowość administracyjnie należała do województwa ostrołęckiego.